# Ventena
Il torrente Ventena è un corso d'acqua di 28,9 km che scorre prevalentemente nella provincia di Rimini e sfocia nel Mar Adriatico a nord-ovest di Cattolica. Un quartiere di Cattolica prende il suo nome.

## Percorso
Il Ventena nasce ai piedi del Monte Maggiore (comune di Tavoleto, in Provincia di Pesaro-Urbino, poi entra nella zona meridionale della provincia di Rimini.
Il torrente affianca i bacini idrografici del Conca (fiume), del Tavollo e del Foglia. Gran parte del suo bacino è compreso nei comuni di San Giovanni in Marignano e di Saludecio. Analisi fisico-chimiche hanno evidenziato come in questa prima zona l'acqua non sia contaminata mentre, in seguito, rivela la presenza di scarichi industriali.
Superato l'abitato di San Giovanni in Marignano, dove in passato alimentava il fossato del castello, il torrente percorre 2 km seguendo un percorso molto tortuoso, lento e pianeggiante, per arrivare a Cattolica. Qui devia bruscamente e scorre per circa 1 km quasi parallelo al mare Adriatico dove sfocia, poco lontano dal fiume Conca (appena 450 metri). Da qualche anno alla foce è stato costruito un piccolo porto canale per piccole imbarcazioni.

## Rio Ventena
Lo stesso nome è stato attribuito anche al piccolo corso d'acqua che scorre quasi parallelo tra i comuni di Montefiore Conca e Gemmano. Nasce dal Monte di San Giovanni per poi confluire nel Conca poco prima dell'arrivo a Morciano di Romagna. La piccola valle di questo rio è nel primo tratto marchigiana (provincia di Pesaro-Urbino) e scarsamente popolata, con i piccolissimi borghi che costituivano le frazioni dell'ex-comune di Castelnuovo, ora soppresso. Il secondo tratto del rio è riminese e, attorniato da coltivazioni e da un bosco, resta inaccessibile per mancanza di strade. 